# Stephen Halperin
John Stephen Halperin (né le 1er février 1942 à Kingston (Ontario)) est un mathématicien canadien qui travaille en géométrie différentielle et en topologie algébrique.

## Biographie
Fils du mathématicien Israel Halperin (en), Stephen Halperin étudie à l'université de Toronto ; il obtient un baccalauréat en 1966 et une maîtrise en 1967. Il obtient en 1970 un Ph. D. à l'université Cornell sous la direction de Hsien Chung Wang (en) avec une thèse intitulée Real Cohomology and Smooth Transformation Groups. Il devient ensuite  professeur assistant puis, en 1979, professeur titulaire à l'Université de Toronto.
Halperin a été chercheur invité en 1981 à l'université de Bonn, en 1986 à Nice et en 1995 à Lille.
Ses recherches portent sur la théorie de l'homotopie et l'homologie des espaces des lacets avec des applications en géométrie. Il a écrit un manuel en trois volumes sur la géométrie différentielle avec Werner H. Greub et Ray Vanstone.
En 1984, Halperin est élu membre de la Société royale du Canada. En 1997, il a reçu le  prix Jeffery-Williams.

## Publications (sélections)
- Werner H. Greub, Stephen Halperin et Ray Vanstone, Connections, Curvature and Cohomology, vol. I: De Rham cohomology of manifolds and vector bundles, vol. II: Lie groups, principal bundles and characteristic classes, vol. III: Cohomology of principal bundles and homogeneous spaces, Academic Press, 1972, 1973, 1976[3].
- avec Yves Félix, « Rational L.-S. category and its applications », Trans. Amer. Math. Soc., vol. 273,‎ 1982, p. 1–38 (lire en ligne).
- avec Karsten Grove, « Contributions of rational homotopy theory to global problems in geometry », Publications mathématiques de l'IHÉS, vol. 56,‎ 1982, p. 171–177 (DOI 10.1007/BF02700465).
- Lectures on minimal models, Société Mathématique de France, coll. « Mémoires de la Société Mathématique de France, 2e série » (no 9-10), 1983, 261 p. (lire en ligne).
- avec Yves Félix et Jean-Claude Thomas, « Differential graded algebras in topology », dans Ioan James (éditeur), Handbook in Algebraic Topology, Elsevier Science (présentation en ligne), chap. 16, p. 829–865
- avec Yves Félix et Jean-Claude Thomas, Rational Homotopy Theory, Springer Verlag, coll. « Graduate Texts in Mathematics » (no 205), 2001, xxxiii + 539 (ISBN 978-0-387-95068-6).
- avec Yves Félix et Jean-Claude Thomas, Rational Homotopy Theory II, Hackensack, NJ, World Scientific, 2015, xxxvi + 412 (ISBN 978-981-4651-42-4 et 978-981-4651-45-5, zbMATH 1325.55001).
- avec Yves Félix, « The depth of a Riemann surface and of a right-angled Artin group », Journal of Homotopy and Related Structures, vol. 15, no 1,‎ 2020, p. 223-248 (DOI 10.1007/s40062-019-00250-3, zbMATH 1450.55006).